# Florian Eglin
Florian Eglin est un écrivain et un feuilletoniste suisse né le 7 décembre 1974 à Genève. 
Son écriture s'inscrit dans deux lignées littéraires, l'une classique issue du genre épique et symbolique et l'autre moderne issue des  romans noirs et  ironiques. Le personnage récurrent de ses romans, le factotum Solal Aronowicz, est un anti-héros contemporain. Il s'inspire notamment du personnage de Factotum de Charles Bukowski et de Des Esseintes, l'antihéros d'À rebours, de Joris-Karl Huysmans.

## Biographie

### Origines et famille
Florian Eglin naît le 7 décembre 1974 à Genève. Son père travaille dans le domaine bancaire ; sa mère est bibliothécaire.
Il est enseignant de français au cycle d'orientation et marié à une enseignante d'allemand, avec qui il a deux enfants. Il est père d'un troisième enfant.

### Parcours littéraire
Entre 2008 et 2012, il tient un blog, Solal Aronowicz, le journal d'un con dont le contenu sert de base pour son premier roman, Cette Malédiction qui ne tombe finalement pas si mal, roman brutal et improbable, édité aux éditions de  La Baconnière à Genève en août 2013,.
La publication de ce premier ouvrage lui ouvre les portes de la sélection Parrains&Poulains 2014, placée sous l'égide d'Isabelle Falconnier, au cours de laquelle il est « parrainé » par Corinne Desarzens,.
Le deuxième opus de ce qui va devenir une trilogie paraît chez le même éditeur en août 2014, Solal Aronowicz, une résistance à toute épreuve, faut-il s'en réjouir pour autant?
Le troisième opus, Solal Aronowicz Holocauste, sort en 2015. Il est colauréat du prix du Salon du livre et de la presse de Genève 2016, avec Douna Loup.
Son quatrième livre, Ciao connard, sort en mars 2016 aux éditions La Grande Ourse. Il est écrit dans le cadre d'un atelier d'écriture dirigé par Philippe Djian. Il est colauréat du prix du Salon du livre et de la presse de Genève.
En septembre 2016, il est invité au festival Québec en toutes lettres, en compagnie de Quentin Mouron et Corinne Jaquet.
Depuis 2019, il est suivi par l'agence littéraire française Astier & Pécher.
En janvier 2019, il sort conjointement deux livres, Il prononcera ton nom aux Editions La Baconnière et En pleine lumière chez BSN press. En pleine lumière est un récit bref qui se passe dans le milieu du MMA (Arts martiaux mixtes). Le parcours du jeune héros, un fan du fameux combattant irlandais Conor McGregor, cherche à donner une image positive de cet univers parfois controversé.
En mars 2020, aux Editions La Baconnière, il sort Représailles, un thriller qui met une famille suisse aux prises avec des mafieux corses. Le héros, Tom Gonthier, est enseignant, écrivain et pratiquant de boxe thaïlandaise. Le texte fait cependant la part belle aux personnages féminins. En 2020, Représailles s'est retrouvé dans la sélection finale de deux prix littéraires : Le Prix du polar romand et le Prix du Polar Michel Lebrun. En avril 2021, Représailles ressort en poche chez Pocket et est sélectionné pour le prix Nouvelles voix du polar, un prix décerné par un jury de libraires.
En mars 2021, il sort aux Editions BSN press son huitième roman, RING, la réécriture du feuilleton Hôtel de ville qu'il avait publié dans la tribune de Genève au printemps 2020. Ce court récit met Noah Agopian, un jeune Arménien, et Lashana Samembe, une jeune Rwandaise, aux prises avec le monde politique et bancaire genevois, sur fond de Muay-thaï et de pandémie. 

## Distinctions
- Colauréat du prix du Salon du livre et de la presse de Genève 2016[22]
- Bourse de la Fondation UBS 2017 pour son prochain roman Représailles [23]
- Plume d'or de la Société Genevoise des Ecrivains 2018

## Publications
- Cette malédiction qui ne tombe finalement pas si mal, roman brutal et improbable (roman), Éditions la Baconnière, 2013
- Solal Aronowicz, Une résistance à toute épreuve, faut-il s'en réjouir pour autant ? (roman), Éditions la Baconnière, 2014[24]
- Solal Aronowicz Holocauste (roman), Éditions la Baconnière, 2015
- Ciao connard (roman), Editions de la Grande Ourse, 2016
- Il prononcera ton nom (récit), Éditions la Baconnière, 2019[25]
- En pleine lumière (micro roman), Editions BSN press, 2019[26]
- Représailles (roman), Éditions la Baconnière, 2020[27]
- RING (micro roman[28]), Editions BSN press, 2021

## Contributions, articles et collaborations
- Heidi ex Machina (nouvelle), in Viceversa Littérature[29] 10, 2016
- Un sésame, in Salon du livre et de la presse de Genève, 30ème !, Editions Slatkine, Genève, 2016
- L'affaire du dossier, in la Tribune de Genève, juillet 2016
- 2, rue des Granges, in Le Persil spécial polar romand, numéros 127, 128 et 129, novembre 2016, Lausanne
- Le roman fantastique et de science-fiction à Genève, société genevoise des écrivains, Genève, 2017
- Ton père aime beaucoup Auster, in le Temps, 28 octobre 2017
- Fabulae Genavenses[30], fresques et fables en ville de Genève[31] avec l'artiste Steven Serval, depuis 2019
- Le conte de Magda, in la Tribune de Genève, 24 décembre 2020
- Cette vieille histoire-là, in Je n'ai jamais rien vu de plus fort[32], Editions Cousu Mouche, 2021
- Ce que j'aime chez Nouvelles Pages, in Liresuisse n.1 printemps/été 2021
- Jussy Creek, in L'Imprévisible 4, Forêt, Olga Editions, novembre 2021
- Jussy Creek, in Petites proses Eéhyliques[33], Hélice Hélas Editeur, avril 2023
- Jussy Creek 1.5, in L'Ouroboros 7, revue-dard, édité par l'association Revue l'Ouroboros, octobre 2023

## Feuilleton
- Hôtel-de-ville (feuilleton en 13 épisodes), Tribune de Genève[34], 2020